# "Weird Al" Yankovic
Alfred Matthew "Weird Al" Yankovic, född 23 oktober 1959 i Downey, Kalifornien, är en amerikansk musiker, satiriker och TV-producent. Han är särskilt känd för sina humoristiska parodier på kända popartisters låtar som "Eat It" (parodi på Michael Jacksons "Beat It") och "Like a Surgeon" (parodi på Madonnas "Like a Virgin").

## Biografi
Yankovic föddes i Downey i södra Los Angeles-området men växte upp i närbelägna Lynwood. Han fick sin första dragspelslektion dagen före sin sjunde födelsedag. Anledningen till att han fick just dragspelslektioner var att det en gång kom en kringresande försäljare som knackade på deras dörr och erbjöd dem musiklektioner, antingen gitarr eller dragspel. De svarade skämtsamt att det borde finnas åtminstone två dragspelande Yankovic, och syftade på den kände dragspelaren Frankie Yankovic, därför fick Al dragspelslektioner. När han var tio slutade han ta lektioner, men fortsatte att lära sig själv. Han fick sin början i musikkarriären när han som tonåring skickade in hemgjorda band till ett radioprogram som hette Dr. Demento Show, ett program som spelade humor- och parodisånger på radio över hela USA. Han fick skivkontrakt med Scotti Bros, som senare gav ut alla hans album. 2015 vann Yankovic en Grammy för albumet Mandatory Fun i kategorin Best Comedy Album.
Yankovic har medverkat i två avsnitt av Simpsons som sig själv. Den ena i Three Gays of the Condo och den andra i That 90's Show. Han har också medverkat i My Little Pony: Vänskap är magisk (Säsong 4, Episod 12, "Pinkie Pride") som Cheese Sandwich. Han spelar sitt 1985-själv i ett avsnitt av How I Met Your Mother.

## Familj
Den 10 februari 2001 gifte Al sig med Suzanne Krajewski, och den 11 februari följande år föddes deras dotter Nina. Yankovics föräldrar Nick och Mary avled den 9 april 2004 av kolmonoxidförgiftning från den öppna spisen i deras hus. 

## Artisters reaktioner
Yankovic frågar alltid om lov innan han gör sina parodier. De flesta artister har blivit glada och smickrade när Yankovic har velat göra parodi på deras musik. Vissa artister, bland andra Nirvana, har sagt att de inte hade insett att de hade blivit kända förrän Weird Al gjorde parodi på deras musik. Coolio, däremot, blev inledningsvis inte så nöjd efter att Weird Al gjorde parodin Amish Paradise på Gangsta's Paradise, eftersom Coolio påstod att han ej hade låtit Yankovic göra parodin. Anledningen till denna dispyt var att Yankovic fått tillåtelse från Coolios skivbolag, men inte från artisten själv. I en intervju år 2014 bad Coolio om ursäkt för sitt tidigare uttalande, och konstaterade att han ansåg att parodin var "väldigt rolig".
En annan uppmärksammad dispyt var parodin You're Pitiful på James Blunts låt You're Beautiful. Blunt lät till en början Yankovic spela in låten, som var tänkt att tillkomma på Yankovics album Straight Outta Lynwood. Kort innan albumsläppet vägrades han däremot tillstånd att ge ut parodin av Atlantic Records, Blunts skivbolag. Släppet av Straight Outta Lynwood försenades därmed, och "You're Pitiful" fanns så småningom inte med på det slutliga albumet. Sedan dess har Yankovic flera gånger försökt få tillstånd att ge ut "You're Pitiful", men varje gång fått avslag.

## Övrigt
Yankovic är sedan 1992 vegetarian. Han försöker även att undvika djurprodukter.

## Bandmedlemmar som jobbar med Weird Al
- "Weird Al" Yankovic (sång, synth, dragspel)
- Jon "Bermuda" Schwartz (slagverk)
- Jim West (gitarr, elektrisk gitarr, banjo)
- Steve Jay (basgitarr, elektrisk bas, flöjt)
- Rubén Valtierra (synth)

## Diskografi

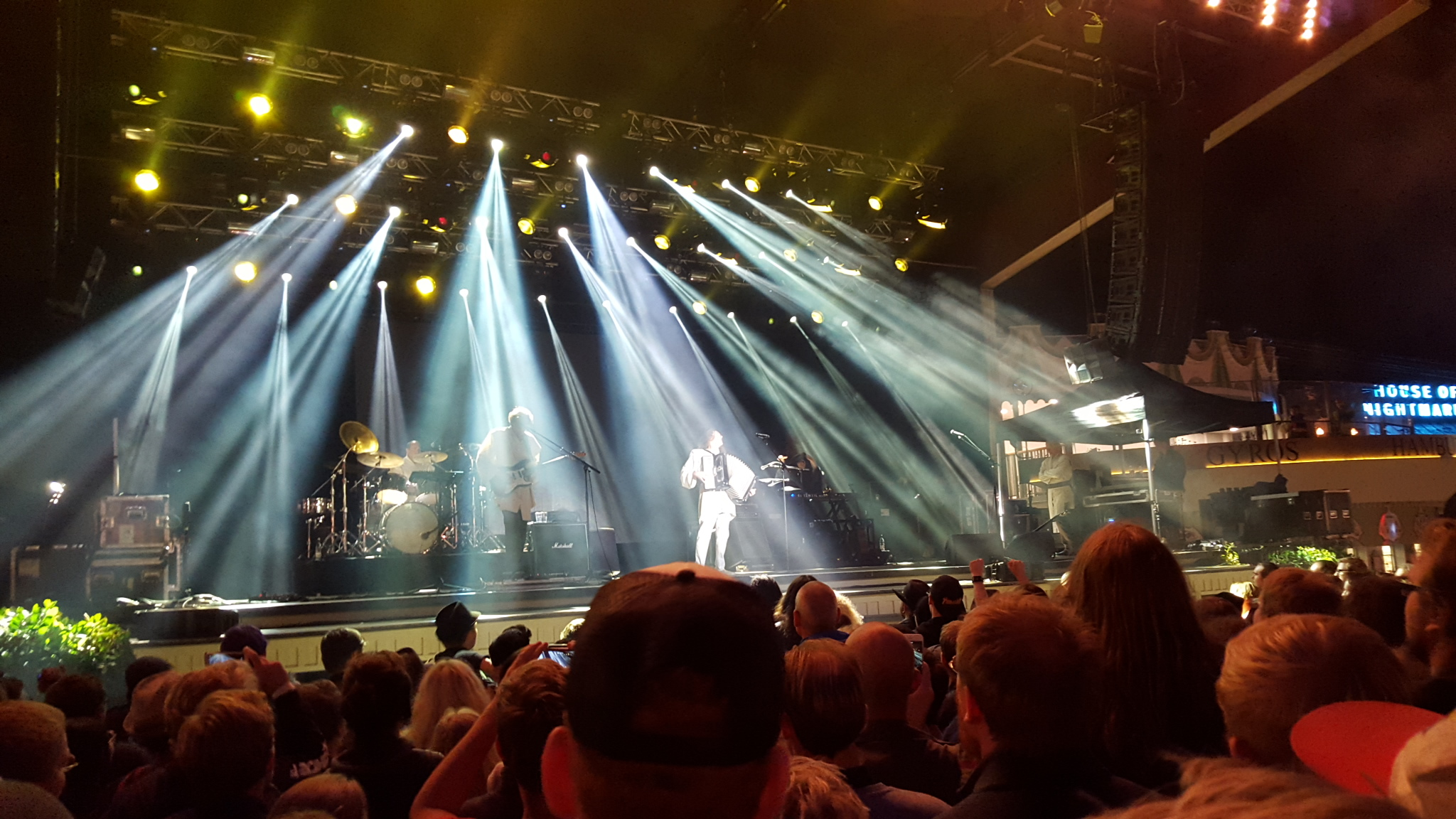
"Weird Al" Yankovic på Gröna Lund 2015.

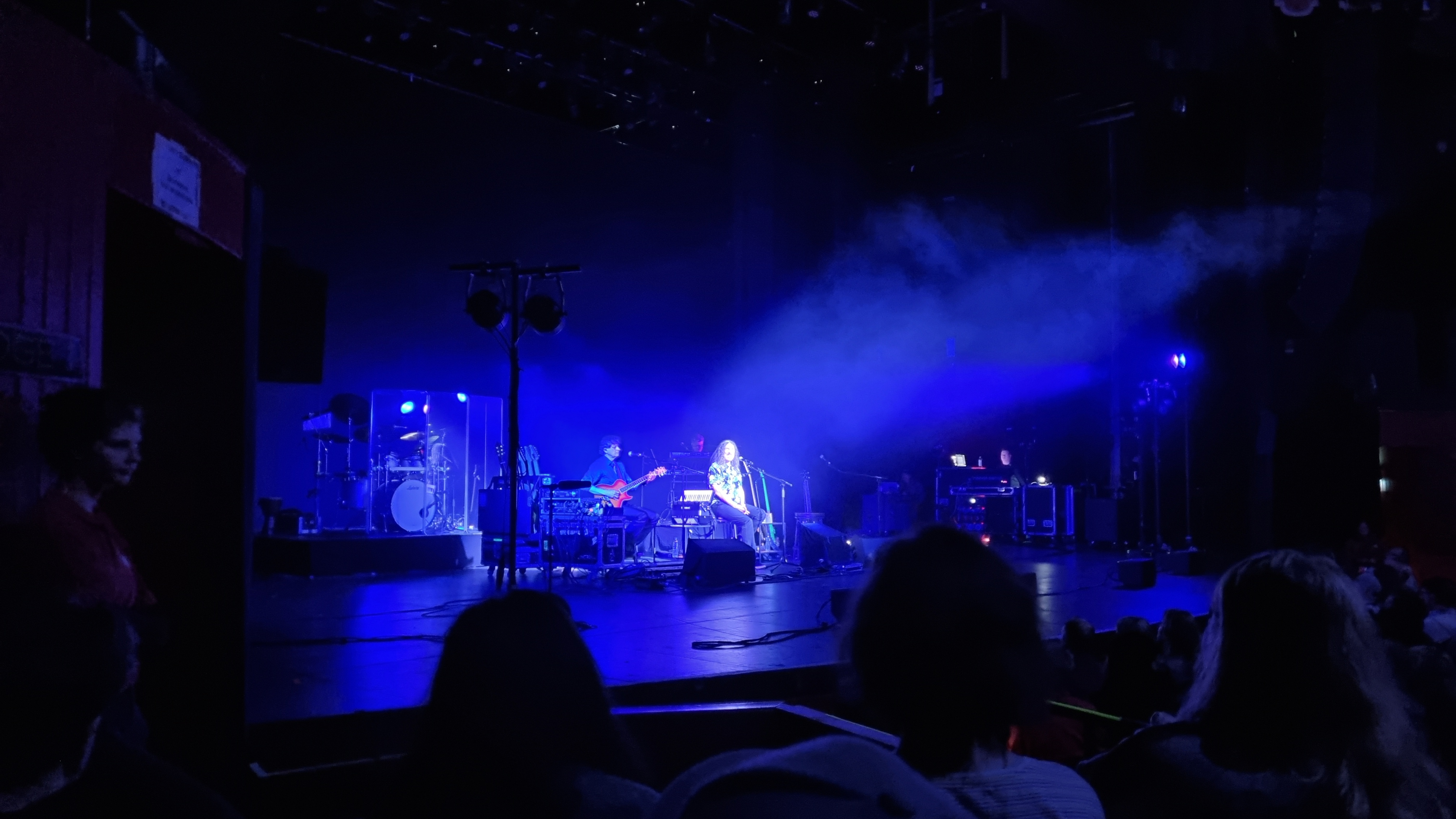
"Weird Al" Yankovic på Cirkus, Stockholm 2023.

### Album
- 1983 – "Weird Al" Yankovic
- 1984 – "Weird Al" Yankovic in 3-D
- 1985 – Dare to Be Stupid
- 1986 – Polka Party
- 1988 – Even Worse
- 1989 – UHF
- 1992 – Off the Deep End
- 1993 – Alapalooza
- 1996 – Bad Hair Day
- 1999 – Running With Scissors
- 2003 – Poodle Hat
- 2006 – Straight Outta Lynwood
- 2011 – Alpocalypse
- 2014 – Mandatory Fun

### Samlingsalbum
- 1988 – Greatest Hits
- 1993 – The Food Album
- 1994 – Permanent Record - Al in the Box
- 1994 – Greatest Hits - Volume II
- 1995 – The TV Album
- 2009 – The Essential "Weird Al" Yankovic
- 2010 – The Essential "Weird Al" Yankovic 3.0
- 2017 – Squeeze Box

### Lista över parodier
| Titel                                 | Originaltitel                                      | Originalartist                                 |
| ------------------------------------- | -------------------------------------------------- | ---------------------------------------------- |
| 93Q Station I.D.¹                     | I Guess That’s Why They Call It The Blues          | Elton John                                     |
| Achy Breaky Song                      | Achy Breaky Heart                                  | Billy Ray Cyrus                                |
| Addicted To Spuds                     | Addicted To Love                                   | Robert Palmer                                  |
| Alimony                               | Mony Mony                                          | Billy Idol                                     |
| Amish Paradise                        | Gangsta's Paradise                                 | Coolio                                         |
| Another One Rides the Bus             | Another One Bites the Dust                         | Queen                                          |
| Avocado¹                              | Desperado                                          | The Eagles                                     |
| Baby Likes Burping¹                   | Baby Talks Dirty                                   | The Knack                                      |
| Bedrock Anthem                        | Under the Bridge / Give It Away                    | Red Hot Chili Peppers                          |
| The Brady Bunch                       | The Safety Dance                                   | Men Without Hats                               |
| Canadian Idiot                        | American Idiot                                     | Green Day                                      |
| Cavity Search                         | Hold Me, Thrill Me, Kiss Me, Kill Me               | U2                                             |
| Chicken Pot Pie¹                      | Live And Let Die                                   | Paul McCartney and Wings                       |
| A Complicated Song                    | Complicated                                        | Avril Lavigne                                  |
| Confessions Part III                  | Confessions Part II                                | Usher                                          |
| Couch Potato                          | Lose Yourself                                      | Eminem                                         |
| Do I Creep You Out                    | Do I Make You Proud                                | Taylor Hicks                                   |
| Eat It                                | Beat It                                            | Michael Jackson                                |
| eBay                                  | I Want It That Way                                 | Backstreet Boys                                |
| Fast Food¹                            | Thank U                                            | Alanis Morissette                              |
| Fat                                   | Bad                                                | Michael Jackson                                |
| Foil                                  | Royals                                             | Lorde                                          |
| Free Delivery¹                        | My Heart Will Go On                                | Céline Dion                                    |
| Gee I'm A Nerd¹                       | Free As A Bird                                     | The Beatles                                    |
| Girls Just Want To Have Lunch         | Girls Just Want To Have Fun                        | Cyndi Lauper                                   |
| Grapefruit Diet                       | Zoot Suit Riot                                     | Cherry Poppin’ Daddies                         |
| Green Eggs & Ham¹                     | Numb                                               | U2                                             |
| Gump                                  | Lump                                               | The Presidents of the United States of America |
| Handy                                 | Fancy                                              | Iggy Azalea                                    |
| Headline News                         | Mmm Mmm Mmm Mmm                                    | Crash Test Dummies                             |
| Here’s Johnny                         | Who’s Johnny?                                      | El DeBarge                                     |
| I Can’t Watch This                    | U Can't Touch This                                 | M.C. Hammer                                    |
| I Lost On Jeopardy                    | Jeopardy                                           | The Greg Kihn Band                             |
| I Love Rocky Road                     | I Love Rock 'n' Roll                               | Joan Jett & The Blackhearts                    |
| Inactive                              | Radioactive                                        | Imagine Dragons                                |
| I Think I’m A Clone Now               | I Think We’re Alone Now                            | Tiffany                                        |
| I Want A New Duck                     | I Want A New Drug                                  | Huey Lewis & The News                          |
| Isle Thing                            | Wild Thing                                         | Tone Lōc                                       |
| It’s All About The Pentiums           | It’s All About The Benjamins                       | Puff Daddy                                     |
| It’s Still Billy Joel To Me¹          | It's Still Rock And Roll To Me                     | Billy Joel                                     |
| Jerry Springer                        | One Week                                           | Barenaked Ladies                               |
| Jurassic Park                         | MacArthur Park                                     | Richard Harris                                 |
| King Of Suede                         | King Of Pain                                       | The Police                                     |
| Lasagna                               | La Bamba                                           | Los Lobos                                      |
| Laundry Day¹                          | Come Out And Play                                  | The Offspring                                  |
| Like A Surgeon                        | Like A Virgin                                      | Madonna                                        |
| Livin’ in the Fridge                  | Livin’ on the Edge                                 | Aerosmith                                      |
| Living With A Hernia                  | Living In America                                  | James Brown                                    |
| A Matter Of Crust¹                    | A Matter of Trust                                  | Billy Joel                                     |
| Moldy Now¹                            | Hold Me Now                                        | Johnny Logan                                   |
| Money For Nothing/Beverly Hillbillies | Money For Nothing                                  | Dire Straits                                   |
| My Bologna                            | My Sharona                                         | The Knack                                      |
| Ode To a Superhero                    | Piano Man                                          | Billy Joel                                     |
| Pacman¹                               | Taxman                                             | The Beatles                                    |
| Party in the CIA                      | Party in U.S.A.                                    | Miley Cyrus                                    |
| Perform This Way¹                     | Born This Way                                      | Lady Gaga                                      |
| Phony Calls                           | Waterfalls                                         | TLC                                            |
| The Plumbing Song                     | Baby Don’t Forget My Number / Blame It on the Rain | Milli Vanilli                                  |
| Pretty Fly For A Rabbi                | Pretty Fly (For A White Guy)                       | The Offspring                                  |
| Ricky                                 | Mickey                                             | Toni Basil                                     |
| The Saga Begins                       | American Pie                                       | Don McLean                                     |
| She Drives Like Crazy                 | She Drives Me Crazy                                | Fine Young Cannibals                           |
| Smells Like Nirvana                   | Smells Like Teen Spirit                            | Nirvana                                        |
| Snack All Night¹                      | Black Or White                                     | Michael Jackson                                |
| Spam                                  | Stand                                              | R.E.M.                                         |
| Stop Draggin’ My Car Around           | Stop Draggin’ My Heart Around                      | Stevie Nicks och Tom Petty                     |
| Syndicated Inc.                       | Misery                                             | Soul Asylum                                    |
| Tacky                                 | Happy                                              | Pharrell Williams                              |
| Taco Grande                           | Rico Suave                                         | Gerardo                                        |
| Theme From Rocky XIII                 | Eye of the Tiger                                   | Survivor                                       |
| (This Song’s Just) Six Words Long     | Got My Mind Set On You                             | George Harrison                                |
| Toothless People                      | Ruthless People                                    | Mick Jagger                                    |
| Trapped in the Drive-Thru             | Trapped in the Closet                              | R. Kelly                                       |
| Trash Day                             | Hot in Here                                        | Nelly                                          |
| Whatever You Like¹                    | Whatever You Like                                  | T.I.                                           |
| White & Nerdy                         | Ridin’                                             | Chamillionaire och Krayzie Bone                |
| The White Stuff                       | You Got It (The Right Stuff)                       | New Kids on the Block                          |
| Yoda                                  | Lola                                               | The Kinks                                      |
| You Don't Take Your Showers¹          | You Don't Bring Me Flowers                         | Neil Diamond och Barbra Streisand              |
| You're Pitiful¹                       | You're Beautiful                                   | James Blunt                                    |

¹De här låtarna har inte släppts ut på något av hans egna album (än).

## Övrigt
- I två av Weird Als låtar finns meddelanden som framträder när låten spelas upp baklänges. I låten Nature Trail to Hell hörs "Satan eats Cheez Whiz" (Satan äter Cheez Whiz), och i låten I Remember Larry hörs "Wow/boy/oh/whoa, you must have an awful lot of free time on your hands" (Wow, du måste ha fasligt gott om fritid).
- Han har ofta en referens till talet 27 i sina låtar, videor och skivomslag. Det är bland annat en hyllning till hans mor som var född den 7 februari.
- Hunden som är med på omslaget till Straight Outta Lynwood är bara en hund som gick förbi med sin ägare, som undrade vad som försiggick. Ägaren bad om att hunden skulle få vara med.
- I låten White & Nerdy nämner han att han redigerar Wikipedia. I videon redigerar han engelska Wikipedias artikel om Atlantic Records och skriver "YOU SUCK!" (Ni suger) med stora bokstäver. Tidigare samma år hade han blivit nekad av Atlantic att ge ut sin parodi på James Blunts You're Beautiful.